# Zámecký park Holešov
Zámecký park v Holešově je pravidelně uspořádaný park s oborou o rozloze 39 hektarů a společně se zámkem je chráněn jako kulturní památka České republiky. Ve svém měřítku představuje v Česku ojedinělý typ zahrady s bohatě zastoupenou vodní složkou, typem projektovaným francouzským zahradním architektem André Le Nôtrem. Délka sítě vodních kanálů je 980 metrů a plocha 16500 m².

## Popis
Zahrada navazuje na podélnou osu zámecké stavby, která na východě pokračuje v podobě vodního kanálu vytékajícího z obory protilehlé zámku a větví se na dvě ramena obtékající pravoúhlý parter s barokní nádrží uprostřed, čímž soustava v půdorysu vytváří motiv trojzubce (tzv. Neptunovo žezlo). Na jižní část parteru navazuje růžová zahrada s kruhovým pavilonem hvězdárny, před nímž je pomník z roku 1959 od Jana Habarty, připomínající hudebního skladatele 18. století Františka Xavera Richtera působícího v místní zámecké kapele. Na východní část parteru navazují ovocné zahrady uzavřené zámeckou oborou pro daňky s alejí v hlavní ose parku.

## Historie

### Založení parku
Původním projektantem zahrady zřizované za Jana Antonína hraběte z Rottalu po polovině 17. století u zámecké novostavby byl Filiberto Lucchese, který park budoval ve stylu pozdně renesanční italské zahrady doplněné vodním prvkem. Tuto zahradu obdivoval roku 1663 Tomáš Pešina z Čechorodu jako nejznamenitější na Moravě.

### Stavební úpravy
První úpravy zahrady byly provedeny ve druhé čtvrtině 18. století ve versaillském slohu, kdy panství vlastnil František Antonín hrabě z Rottalu, v souvislosti se stavebními úpravami zámku. Tehdy byl parter doplněn stříhanou broderií a sítí tvarovaných stěn, loubí a dekorativních plůtků a vybaven altány a pavilony, kanál v hlavní ose byl zakončen kaskádou s umělými kopci po stranách. V čele parteru, u zámku, byla postavena galerie soch lemující vodní příkop s mostem v hlavní ose, na východě na zahradu navázala obora s osovou alejí.
Pozdější úpravy ponechaly areálu základní rozvrh, ale zjednodušovaly jeho bohatou členitost zejména prosazováním travnatých ploch. Proběhly před rokem 1775, v roce 1830 a kolem roku 1900.

### Rekonstrukce
Barokní kompozice zahrady, která se dochovala v hlavních rysech, byla obnovena v letech 1956-1960 podle návrhu Otakara Kuči za spolupráce Františka Košiny a v druhé etapě dokončena v letech 1964-1974 podle návrhu Dušana Riedla z roku 1962.

## Nejvýznamnější dřeviny
Javor mléč, javor stříbrný, pavlovnie plstnatá, platan javorolistý, jilm lysý, kaštanovník jedlý, lípy velkolistá a srdčitá či jasan ztepilý, z jehličnanů smrk pichlavý a ztepilý, borovice vejmutovka a lesní.